# Metacanthocephalus ovicephalus
Metacanthocephalus ovicephalus är en hakmaskart som först beskrevs av Zhukov 1963.  Metacanthocephalus ovicephalus ingår i släktet Metacanthocephalus och familjen Rhadinorhynchidae. Inga underarter finns listade i Catalogue of Life.